# Армязь (станция)
Армязь — станция (населённый пункт) в Камбарском районе Удмуртии. Входит в состав Борковского сельского поселения.

## География
Деревня находится в юго-восточной части республики, на расстоянии примерно 22 км (по прямой) к северо-западу от города Камбарка, административного центра района.

### Часовой пояс
Станция Армязь, как и вся Удмуртия, находится в часовой зоне МСК+1. Смещение применяемого времени относительно UTC составляет +4:00.

## Население
| 2010 | 2012 |
| ---- | ---- |
| 160  | ↘142 |

### Национальный состав
Согласно результатам переписи 2002 года, в национальной структуре населения русские составляли 87 % из 174 чел.